# 橄榄园 (餐厅)
橄榄园（英語：Olive Garden）是美国一家连锁餐厅，以美式意大利菜为特色。其总部位于美国佛罗里达奥兰多，目前由达登餐饮公司所拥有。截至2017年末，橄榄园在全美开设了845家餐厅，在全球其他地区开设了32家餐厅。
橄榄园餐厅的一个宣传口号是 Never-Ending First Course，即无限量提供面包棒、沙拉和汤类。其主菜为各类（美式）意大利菜，包括了千層麵、焗烤千層茄子、義大利直麵、意大利餃、Fettuccine Alfredo等。此外餐厅还供应葡萄酒。

## 图片集

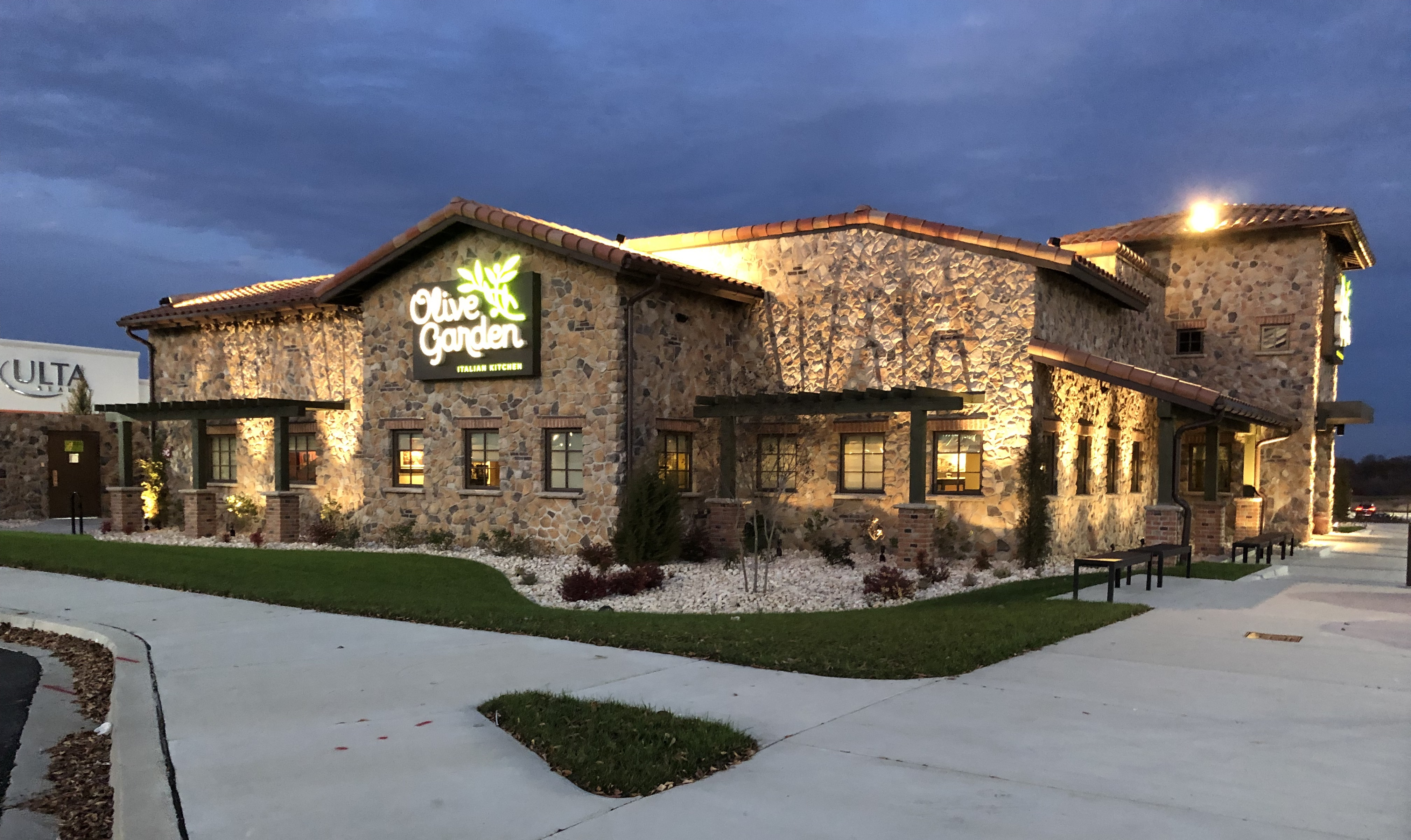
美国马里兰州一家橄榄园餐厅
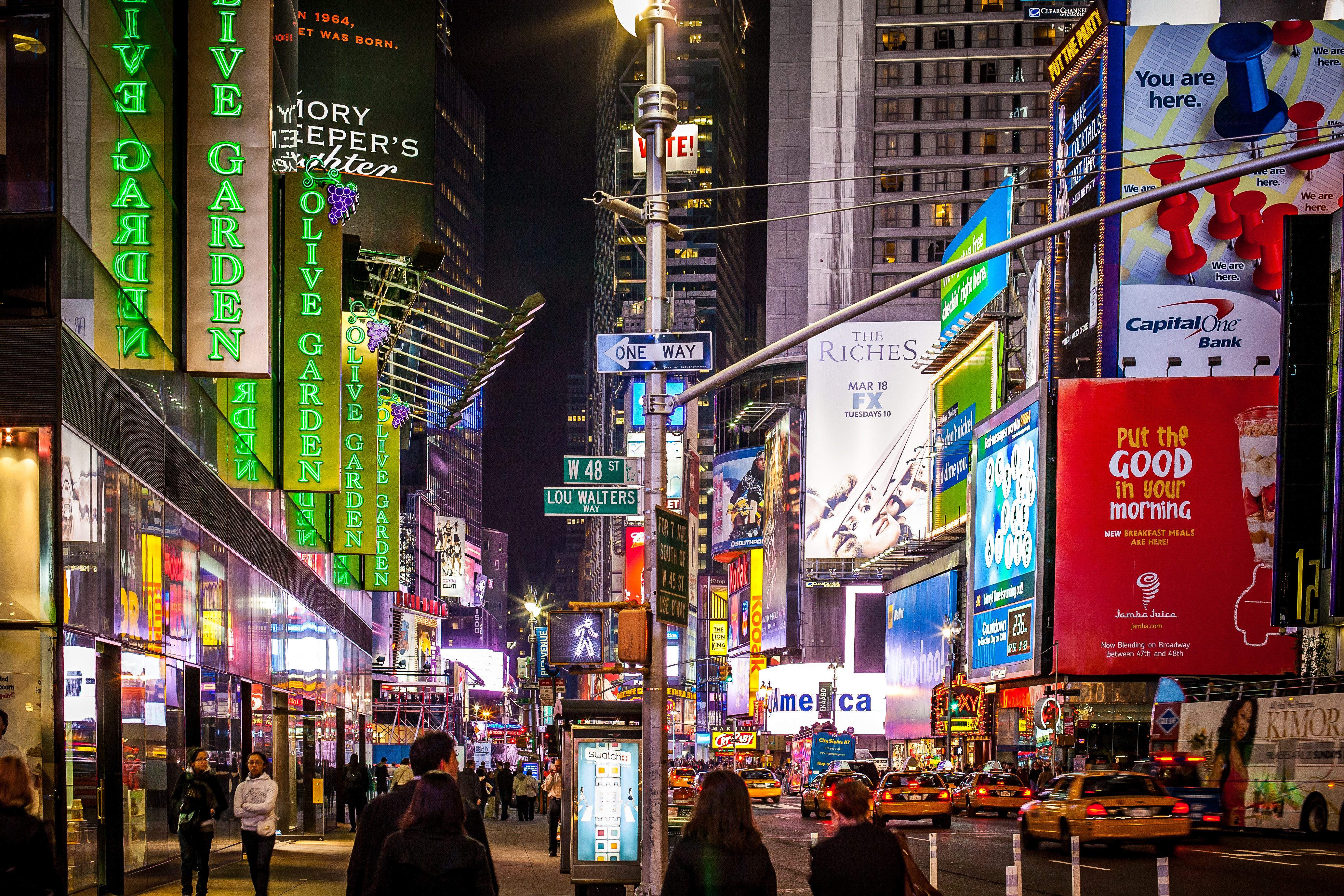
纽约時報廣場餐厅
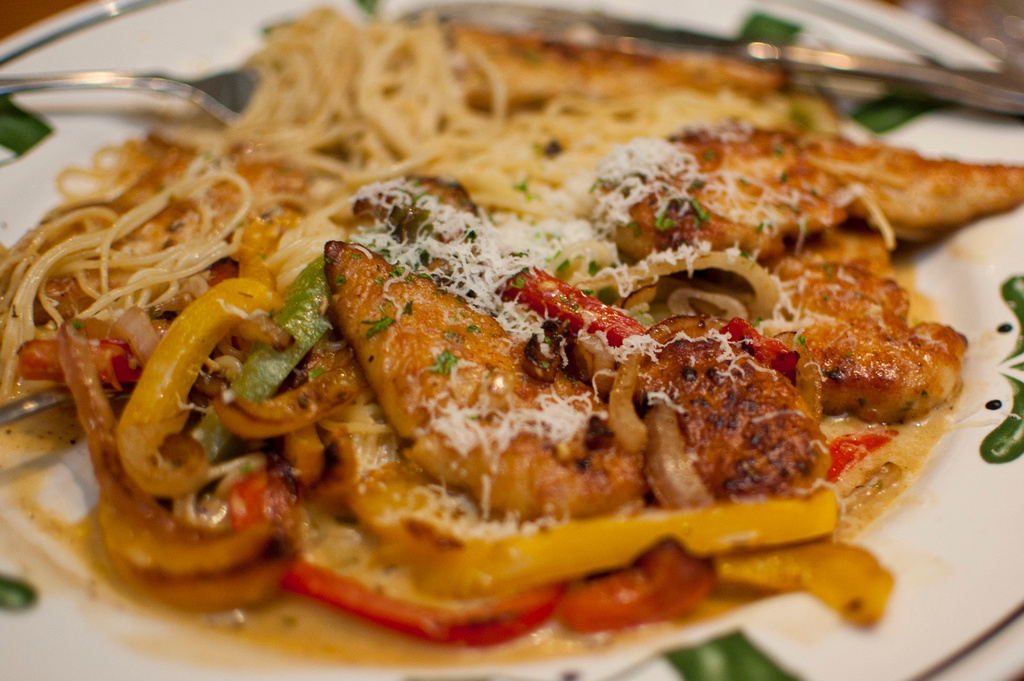
橄榄园餐厅的鸡肉意面 chicken scampi